# Ruben Ritsema
R.P.J. (Ruben) Ritsema (1987 of 1988) is sinds 1 september 2024 secretaris van de Nederlandse Hoge Raad van Adel.

## Biografie
Door het overlijden van mr. Marc Scheidius (1959-2024) op 13 mei 2024 kwam de functie van secretaris van de Hoge Raad van Adel vacant. Op 24 september 2024 maakte de raad bekend dat Ritsema met ingang van 1 september 2024 in die functie was benoemd.
Ritsema studeerde Nederlands recht en oorlogsrecht aan de Universiteit van Amsterdam. Daarna was hij werkzaam bij gemeentelijke overheden. Hij publiceerde eerder in juridische tijdschriften, zoals het Nederlands Juristenblad, over zaken als naamrecht en geslachtsnaamwijziging van 'slavennamen'. Op 24 mei 2024 hield hij tijdens het symposium Adel en heraldiek in de 21ste eeuw, mede georganiseerd door de raad, een voordracht over 'Adel: een historisch gegroeid instituut en veranderende juridische mores', over de adelsrechtelijke ontwikkelingen sinds de invoering van de Wet op de adeldom 1994.
Naast zijn functie bij de raad is hij buitenpromovendus verbonden aan de Universiteit van Maastricht.